# Anni 450
Gli anni 450 sono il decennio che comprende gli anni dal 450 al 459 inclusi.

## Eventi, invenzioni e scoperte
- Ripresosi solo in parte dalla sconfitta subita nella Battaglia dei Campi Catalaunici, Attila invase l'Italia l'anno dopo, devastando Aquileia, Milano, Padova e altre città e giungendo alle porte di Roma. Il suo esercito era ormai stremato dalla fame e dalle malattie e, quando un'ambasceria guidata da papa Leone I (440-461) andò incontro alle truppe sulle rive del Mincio, Attila accettò una tregua e si ritirò in Pannonia. Nel 453 si preparava a invadere nuovamente l'Italia, ma morì prima che il suo piano potesse attuarsi.
- 451. Zenone è nominato patricius.
- 455 - Morte di Valentiniano III ucciso da sicari. Con lui si estinse la dinastia legittima in Occidente.Sul trono imperiale era allora salito, per poche settimane, un ricchissimo senatore, Petronio Massimo, il quale venne trucidato dalla folla mentre tentava di allontanarsi da Roma, spaventato dall'avvicinarsi dei vandali di Genserico. Gli succedette il senatore d'origine gallo-romana Avito, presto sconfitto (e consacrato vescovo di Piacenza a forza), nell'autunno del 456, dall'ufficiale svevo Ricimero, un barbaro di confessione ariana, che preferì governare di fatto ma all'ombra di un imperatore fantoccio che esso stesso controllava. Ricimero morì nel 472, poco dopo aver posto sul trono Anicio Olibrio, che perì a sua volta di lì a qualche mese. Il nuovo comandante dell'esercito d'italia, il burgundo Gundobado, nipote di Ricimero, tentò di creare imperatore Glicerio, ma la carica andò invece a Nepote, il quale volle accanto a sé, come patrizio, Oreste, originario della Pannonia o dell'Illiria. Dopo essere stato al servizio di Attila comandò l'esercito imperiale, ormai formato da germani delle tribù barbare federate, al servizio dell'imperatore Giulio Nepote. Dopo la morte di Valentiniano III non vi fu più rapporto di parentela tra i due imperatori.